# 오리엔탈 롱헤어
오리엔탈 롱헤어는 집고양이의 일종이다. 오리엔탈 쇼트헤어와 밀접한 관련이 있다. 국제 고양이 협회(TICA)와 같은 일부 등록부에서는 오리엔탈 롱헤어는 별도의 품종이다. 고양이 애호가 협회(CFA)와 같은 다른 곳에서는 단모 품종과 하나의 품종인 오리엔탈의 한 부문이다. 세계적으로 알려진 명명 규칙이 없기 때문에, 2002년 영국 고양이 애호가들이 터키시 앙고라와의 혼동을 피하기 위해 브리티시 앙고라로 이름을 바꾸었다.

## 같이 보기
- 자바니즈
- 오리엔탈 쇼트헤어
- 고양이의 품종 목록